# Промышленность Донецка

## Промышленность
Промышленный потенциал Донецка занимает 2-е место в области по объёмам промышленного производства (после Мариуполя) и 1-е место по темпам роста. На территории города расположена одна из крупнейших на Украине по объёмам инвестиций свободных экономических зон («СЭЗ») «Донецк». Вместе с городом Макеевка — являлся крупнейшим в УССР промышленным узлом.
На промышленных предприятиях города занято более 119 тысяч человек. Общий объём реализованной промышленной продукции составляет более 26 млрд грн. в 2008 год. 
В структуре реализованной продукции промышленности города наибольший удельный вес имеют следующие отрасли: металлургия (29,4%), пищевая промышленность (13,9)%, машиностроение (12,1%), угольная промышленность (9,1%) и деятельность, которая направлена на перераспределение электроэнергии, газа и воды (26,3%). Наряду с традиционными отраслями тяжёлой промышленности в последние годы развиваются также лёгкая, пищевая, деревообрабатывающая промышленность, машиностроение.
Крупнейшие предприятия города:

### Металлургия
- Чёрная металлургия:
  - Донецкий металлургический завод,

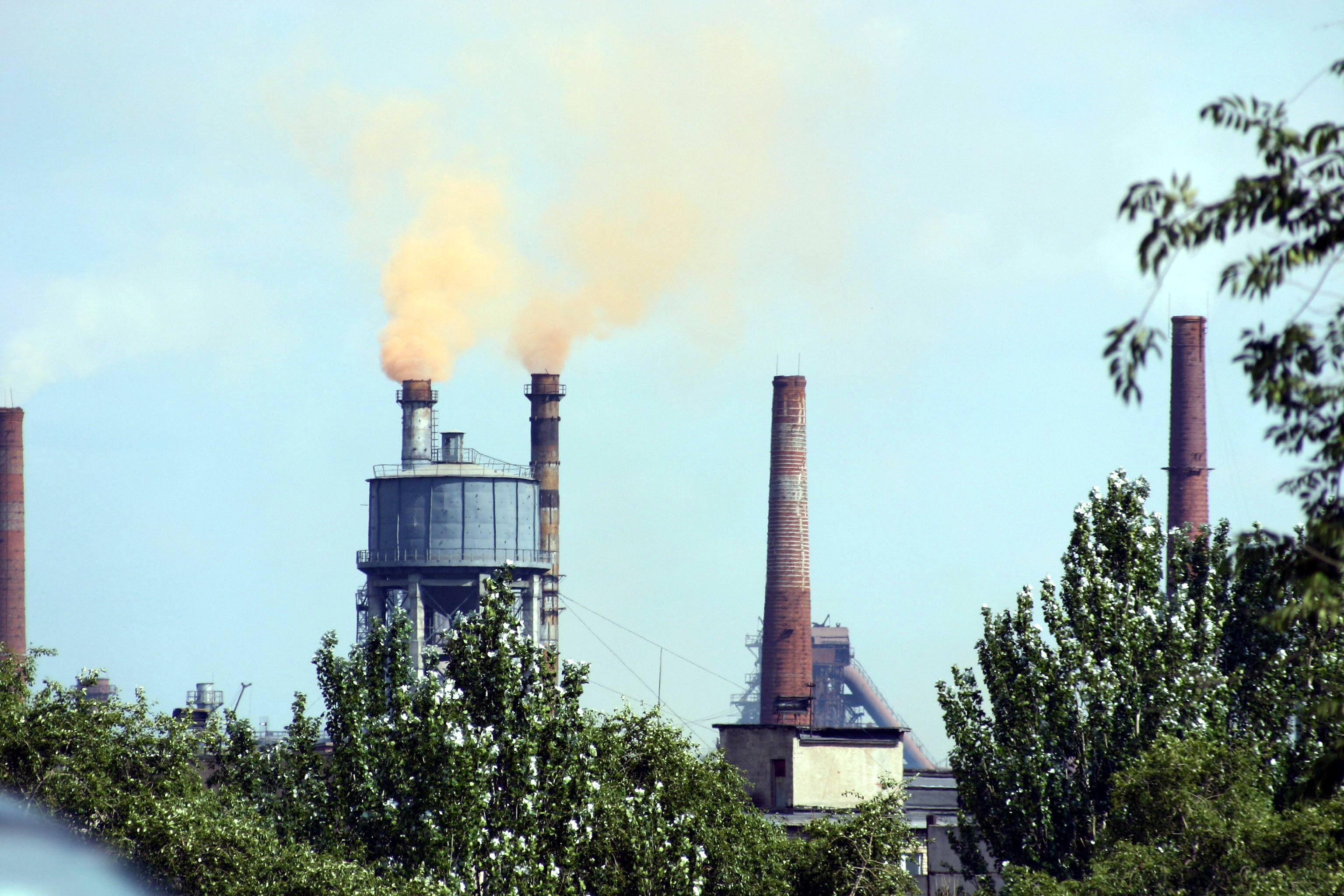
Донецкий металлургический завод

  - ЗАО «Донецксталь»-металлургический завод,
  - Донецкий металлопрокатный завод,
  - ЧАО "Донецкий электрометаллургический завод"
- Цветная металлургия:
  - Завод «Донвторцветмет»,
- Коксохимия:
  - «Донецккокс»,

### Угольные компании
- Донецкуглеобогащение (в составе ГП Донбассуглеобогащение):
  - брикетная фабрика «Донецкая» (Петровский район Донецка),
  - ЦОФ «Киевская» (Киевский район Донецка),
  - ЦОФ «Моспинская» (город Моспино Пролетарский район Донецка),
  - ЦОФ «Чумаковская» (Пролетарский район Донецка),
  - ЦОФ «Кальмиусская» (находится на территории города Макеевка),
- Донецкуголь:
  - шахта имени Горького,
  - шахта имени Скочинского,
  - шахта «Кировская»,
  - шахта «Куйбышевская»,
  - шахта «Лидиевка»,
  - шахта «Моспинская»,
  - шахта «Трудовская»,
  - шахтоуправление «Красная Звезда»,
  - шахтоуправление «Октябрьское»,
  - шахтоуправление имени Газеты «Правда»,
  - шахта «Панфиловская»,
  - шахта «Мушкетовская»,
  - шахта № 9 «Капитальная»,
  - шахта № 12 «Наклонная»,
  - шахта № 6 «Красная Звезда»,
- Донуголь:
  - шахта имени 60 лет Советской Украины,
  - шахта имени Абакумова,
  - Шахта имени М. И. Калинина,
  - шахта имени Челюскинцев,
  - шахта «Октябрьский рудник»,
  - шахтоуправление «Донбасс»,
  - шахта «Заперевальная»,
- Петровская (шахта),
- Шахта «Бутовка-Донецкая»,
- Шахта имени Засядько,
- Шахта № 17-17бис,

#### Крупнейшие аварии на шахтах Донецка
- июнь 1991 - пожар на шахте Южнодонбасская 1, задохнулись 32 шахтера
- апрель 1998 — авария на шахте имени Скочинского, погибли 63 шахтёра
- май 1999 — авария на шахте имени Засядько, погибли 50 шахтёров
- август 2001 — авария на шахте имени Засядько, погибли 55 шахтёров
- июль 2002 — авария на шахте имени Засядько, погибли 20 шахтёров
- сентябрь 2006 — авария на шахте имени Засядько, погибли 13 шахтёров. Произошёл крупный выброс метана. Лава была новая, её должны были сдавать в эксплуатацию. Сработала автоматическая газовая защита и взрыва не произошло, но горняки задохнулись.
- 18 ноября 2007 на шахте имени Засядько произошла самая масштабная катастрофа на украинских угольных шахтах после обретения независимости в 1991 году — погиб 101 шахтёр. Через две недели, 1 декабря 2007 произошёл второй взрыв — 52 горняка пострадали; на следующий день — 2 декабря 2007 — погибли 5 горноспасателей, занимавшихся ликвидацией последствий аварии.
- 04 ноября 2012 в 22.45( на шахте имени Засядько) произошел выброс Метана- погиб 1 горняк. Трое ранены

### Машиностроение
- Донецкий завод холодильников «Nord»,
- «Донбасскабель»,
- «Донецкгормаш» (Донецкий машиностроительный завод имени Ленинского Комсомола Украины),
- Донецкий завод высоковольтных опор
- Донецкий завод горноспасательной аппаратуры «Респиратор»,
- «Донецкуглеавтоматика»,
- Завод «Продмаш»,
- Завод «Точмаш»,
- Завод «Ремкоммунэлектротранс»,
- Опытный завод «Эталон»,
- АО «Буран»,
- НПО «Респиратор»,
- Завод «Коксохимоборудование»
- Завод металлоконструкций,
- Опытный завод прецизионной оснастки (ликвидирован, на месте завода торгово-развлекательный комплекс "Донецк-Сити"),
- Объединение «Взрывозащитное электрооборудование»,
- Объединение «Газоаппарат»,
- Донецкий опытный электромеханический завод,
- Донецкий энергозавод,
- ОАО ГАХК «Топаз»,
- Донецкий рудоремонтный завод,
- Ремонтно-механические заводы:
  - строительных материалов,
  - «Донбассэнерго»,
  - ГП «Донецкуголь»,
  - ГП «Донецкуглеобогащения»,
  - строительной механизации,
  - пищевого машиностроения и другие,

### Химическая промышленность
- Донецкий завод химреактивов (уничтожен 8 февраля 2015 года),
- Донецкий химический завод,
- Донецкий аккумуляторный завод «Виват»,
- Донецкий казённый завод химических изделий,
- «Донпластавтомат»,
- Донецкий завод изоляционных материалов,
- Донецкий завод минеральной ваты и конструкций,
- Донецкий завод пластмасс,

### Производство стройматериалов
- Донецкий завод железобетонных изделий,
- Донецкий завод крупнопанельного домостроения,
- Донецкий домостроительный комбинат № 1,
- Донецкий заводостроительный завод,
- Донецкий асфальтобетонный завод № 1,
- Донецкий асфальтобетонный завод № 2,
- Донецкий завод «Доржелезобетон»,
- Завод железобетонной шахтной крепи,
- Донецкий камнелитейный завод,
- Донецкий камнеобрабатывающий завод,
- Донецкий опытно-экспериментальный завод,
- Донецкий завод строительных материалов,
- 3 завода «Стройдеталь»
- Донецкий завод теплоизоляционных изделий,
- ФПГ«АЛЬТКОМ»

### Деревообработка
- Донецкая мебельная фабрика «Донецкмебель»,
- Рутченковский деревообрабатывающий комбинат,
- Донецкий мебельный комбинат,

### Пищевая промышленность
- Донецкий пивоваренный завод «Сармат»,
- Донецкий мясокомбинат,
- концерн «АВК»,
- «Киев-Конти»,
- Донецкий маргариновый завод,
- Донецкий молочный завод,
- Донецкая макаронная фабрика, ----
- Донецкая пищевкусовая фабрика,
- Донецкий винодельческий завод,
- Донецкий консервный завод,
- Донецкий ликеро-водочный завод,
- Объединение «Донецкрыба»,
- Донецкие хлебозаводы:
  - 11 хлебозаводов,
  - булочно-кондитерский комбинат,
  - 3 хлебокомбината,
  - 2 комбината хлебопродуктов,
- ЗАО «Геркулес»,
- ОАО «Винтер»,
- ООО "ЛекФарма "Адонис" - производство фитопрепаратов: фиточаев и фитованн ТМ "Доктор плюс".

### Лёгкая промышленность
- Донецкий хлопчатобумажный комбинат,
- Донецкий завод игрушек,
- Обувная фабрика «Контур»,
- Донецкая камвольно-прядильная фабрика,
- Донецкая фабрика художественной галантереи,
- Донецкая швейная фабрика «Донбасс»,
- Швейное объединение «Донбасс»,
- Донецкая трикотажная фабрика,
- Донецкое производственное швейное объединение «Донсукно».

### Производители рекламной продукции
- Студия рекламы «ИВА»